# 1943 au Canada
Pour un article plus général, voir Chronologie du Canada.
Cet article traite des événements qui se sont produits durant l'année 1943 au Canada.

## Événements

### Seconde Guerre mondiale

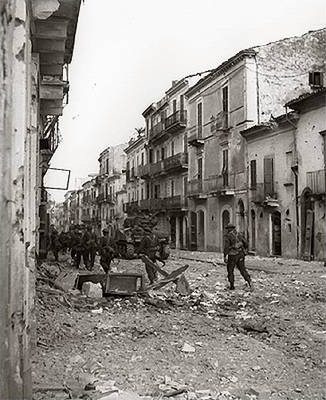
Bataille d'Ortona

- Bataille du Saint-Laurent : des allemands établissent une station météo (WFL-26) à Martin Bay au Labrador.

- Campagne d'Italie
  - 9 juin : opération Husky, débarquement en Sicile.
  - 3 au 16 septembre : débarquement en Italie avec l'Opération Avalanche.
  - Octobre - novembre : bataille à Campobasso.
  - Décembre : Campagne de la rivière Moro, bataille indécise.
  - Décembre : Bataille d'Ortona en Italie.

### Politique
- 4 août : élection générale ontarienne.  Le Parti progressiste-conservateur de l'Ontario dirigé par George Drew remporte cette élection.

- 17 août : conférence Quadrant réunie à Québec entre Winston Churchill et Franklin Roosevelt (à laquelle participe le Canadien Mackenzie King et le Chinois T.V. Soong, représentant du Guomindang). Le débarquement dans le nord de la France est prévu pour le 1er mai 1944 et sera complété par un débarquement dans le sud du pays. Pour diminuer la pression allemande du côté de l’Union soviétique, les Alliés décident aussi d’un débarquement sur la péninsule italienne, l’objectif étant la capitulation sans condition de l’Italie.

- Le Québec demande par décret la restitution du Labrador.
- Adoption de la Loi de l’instruction obligatoire au Canada.

### Justice

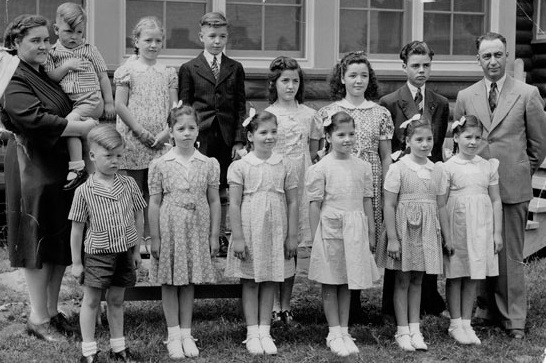
Jumelles Dionne avec leur famille

- Novembre : à la suite d'une bataille judiciaire, les sœurs Dionne retournent dans leur famille. Elles avaient servi comme attraction touristique depuis leur naissance.

### Sport

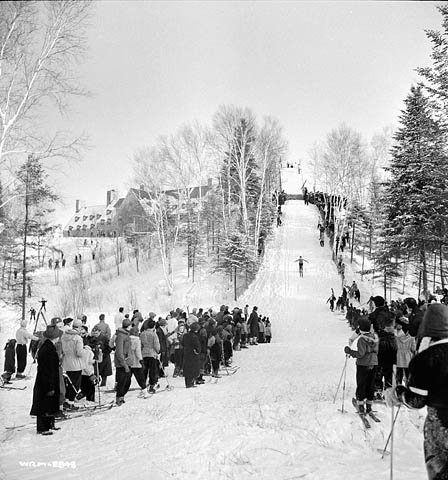
Saut à ski au Saguenay

#### Hockey
- Fin de la Saison 1942-1943 de la LNH suivi des Séries éliminatoires de la Coupe Stanley 1943.
- Début de la Saison 1943-1944 de la LNH.
- Jacques Beauchamp commence sa carrière de commentateur sportif principalement au hockey sur glace.

#### Football
- Saison 1943 de la Ligue canadienne de football

### Science
- J. Stewart Marshall dirige le Stormy weather project dans le but de mettre au point le Radar météorologique. Ce qu'il poursuivra à l'Université McGill avec le « Stormy Weather Group » après la Seconde Guerre mondiale.
- Mise en place du Laboratoire de Montréal dans lequel s'effectue de la recherche nucléaire.

### Culture
- Albert Chartier crée son personnage d'Onésime en bande dessinée.

### Religion
- Création de la conférence des évêques catholiques du Canada.

### Divers
- 23 mai : le premier ministre de l'Alberta William Aberhart meurt en fonction lors d'une visite à Vancouver, dans la province canadienne de la Colombie-Britannique, à l'âge de 64 ans.

## Naissances
- 19 janvier : Princesse Margriet des Pays-Bas à Ottawa. La chambre d'hôpital fut changée en territoire néerlandais pour qu'elle conserve son droit de succession.
- 23 janvier : Bill Cameron, journaliste et acteur.
- 28 janvier : Paul Henderson, joueur de hockey sur glace.
- 19 février : Art Hanger, homme politique.
- 15 mars : David Cronenberg, réalisateur et scénariste.
- 25 mars : Loyola Hearn, homme politique.
- 27 mars : Lorraine Michael, chef du Nouveau Parti démocratique de Terre-Neuve-et-Labrador.
- 2 avril : Alan Tonks, homme politique fédéral.
- 3 avril : Richard Manuel, chanteur.
- 11 mai : Nancy Greene, skieuse alpine et sénateur.
- 21 juin : Diane Marleau, femme politique.
- 27 juillet : Peter Kent, journaliste et homme politique.
- 31 juillet : Ryan Larkin, réalisateur de films d'animation.
- 6 août : Bernie Morelli, homme politique (Conseiller municipal (en) de Hamilton en Ontario (1991-2014)).
- 9 août : Joe Handley, premier ministre des Territoires du Nord-Ouest.
- 12 août : Anne Cools, sénatrice.
- 27 août : Bennett Campbell, premier ministre de l'Île-du-Prince-Édouard.
- 12 septembre : 
  - Alain Dostie, directeur de la photographie, scénariste et réalisateur.
  - Michael Ondaatje, écrivain.
- 15 septembre : Gary Schellenberger, homme politique fédéral.
- 29 septembre : Art Eggleton, homme politique et comptable.
- 1er octobre : Angèle Arsenault, auteure-compositrice-interprète et animatrice.
- 7 novembre : Joni Mitchell, musicienne et artiste peintre.
- 13 novembre : André-Gilles Fortin, chef du Parti Crédit social du Canada.
- 21 novembre : Denise Savoie, femme politique.
- 2 décembre : Larry Grossman, chef du Parti progressiste-conservateur de l'Ontario.
- 10 décembre : Colin Kenny, sénateur.
- 28 décembre : David Peterson, premier ministre de l'Ontario de 1985 à 1990.

## Décès
- 1er janvier : George P. Graham, chef du Parti libéral de l'Ontario.
- 9 février : Albert Hickman, premier ministre de Terre-Neuve.
- 23 mai : William Aberhart, premier ministre de l'Alberta alors qu'il était en fonction.
- 24 juin : Camille Roy, critique littéraire.
- 2 juillet : Robert James Manion, médecin et ancien chef du Parti conservateur du Canada.
- 4 juillet : Gordon Sidney Harrington, premier ministre de la Nouvelle-Écosse.
- 12 juillet : Joseph Boutin Bourassa, homme politique fédéral provenant du Québec.
- 9 octobre : Jean-Baptiste-Arthur Allaire, prêtre et historien.
- 18 octobre : Albert Charles Saunders, premier ministre de l'Île-du-Prince-Édouard.